# (10379) Lake Placid
(10379) Lake Placid (1996 OH) – planetoida z pasa głównego asteroid okrążająca Słońce w ciągu 6,55 lat w średniej odległości 3,5 j.a. Odkryta 18 lipca 1996 roku.